# De Baarsjes (buurtschap)
De Baarsjes was een buurtschap in de voormalige gemeente Sloten en maakt sinds 1921 deel uit van de gemeente Amsterdam. De buurtschap maakt nu deel uit van de Amsterdamse wijk De Baarsjes.
De buurtschap lag aan de Kostverlorenvaart, nabij de Tolbrug, sinds 1904 de Wiegbrug. De huidige Baarsjesweg, maar ook de wijk De Baarsjes, is vernoemd naar de buurtschap. De Slatuinenweg is nog een laatste overblijfsel van deze buurtschap met haar karakteristieke lage huisjes in de vroegere gemeente Sloten. De omgeving van de buurtschap werd gekenmerkt door tuinderijen in de Baarsjespolder, een deel van de vroegere Sloterpolder.
In de zeventiende eeuw lag aan de Kostverlorenvaart, ook wel Costverlorenkadijk of Maljapenkade genoemd, de buurtschap Baarsdorp, later De Baarsjes. De naam verwijst naar een voormalige herberg genaamd De Drie Baarsjes, die op zijn beurt was genoemd naar de vis baars. Deze herberg was gelegen vlak bij de Tolbrug uit 1787 aan westelijke zijde van de Kostverlorenvaart, die tot 1896 de grens tussen Nieuwer Amstel en Sloten was. De herberg was tot 1941 nog als timmerhuis in gebruik, maar werd in 1956 afgebroken.
Het Slatuinenpad verbond de buurtschap vanaf 1675 met de Haarlemmerweg en voerde dwars door de polder langs de Slatuinen. Het was aangelegd als kerkepad waarlangs de bewoners naar de Petruskerk in Sloterdijk konden wandelen. Eind 19e eeuw werden er langs het zuidelijke deel van het Slatuinenpad een rij arbeiderswoningen gebouwd, die nog steeds langs de laaggelegen (op het oude polderniveau) Slatuinenweg staan.
Van de 17e eeuw tot 1916 lag er bij de buurtschap een overtoom waarmee groenteschuiten uit de Baarsjespolder konden worden overgehaald naar de Kostverlorenvaart. Deze overhaal werd in 1916 vervangen door een scheepslift bij de Postjeswetering.
Iets ten noorden van de buurtschap stond vanaf de 17e eeuw de Noordermolen van de Sloterbinnen- en Middelveldse Gecombineerde Polders. Deze molen werd in 1894 verkocht en in 1895 verplaatst naar de Sloterdijkermeerpolder. Verder naar het zuiden stond langs de Kostverlorenvaart, nabij de Postjeswetering, de Zuidermolen. Deze werd in 1878 vervangen door het stoomgemaal Kostverloren, dat dienst deed tot 1951. Ook stond er ten zuiden van de buurtschap Krijtmolen 'De Hoop' (1782-1921).
In oktober 1904 kreeg de buurtschap een tramverbinding met de komst van de tramlijn Amsterdam - Haarlem - Zandvoort.
Na de annexatie door Amsterdam in 1921 werden ten westen en noorden van de buurtschap nieuwe stadswijken aangelegd, waarmee het landelijke karakter verdween. Veel van de oude bebouwing langs de Baarsjesweg werd in de jaren voor en na de Tweede Wereldoorlog gesloopt en vervangen door nieuwbouw. Van de oude buurtschap zijn alleen nog een aantal oude arbeiderswoningen langs de Slatuinenweg overgebleven, alsmede het politieposthuis van de vroegere gemeente Sloten op de hoek van de Baarsjesweg en de Slatuinenweg.

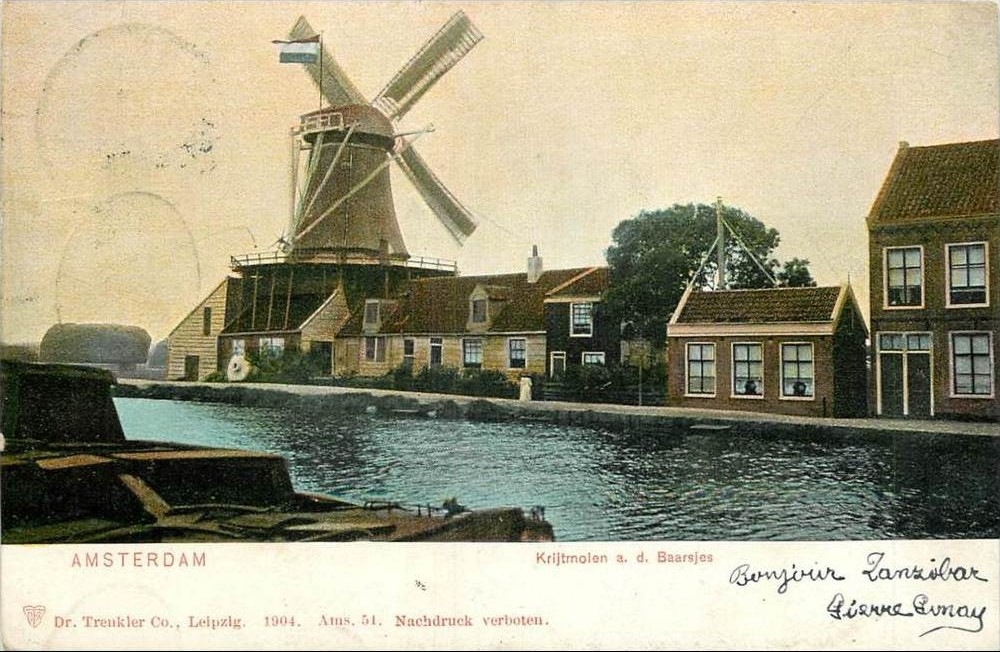
Krijtmolen aan De Baarsjes; circa 1900.
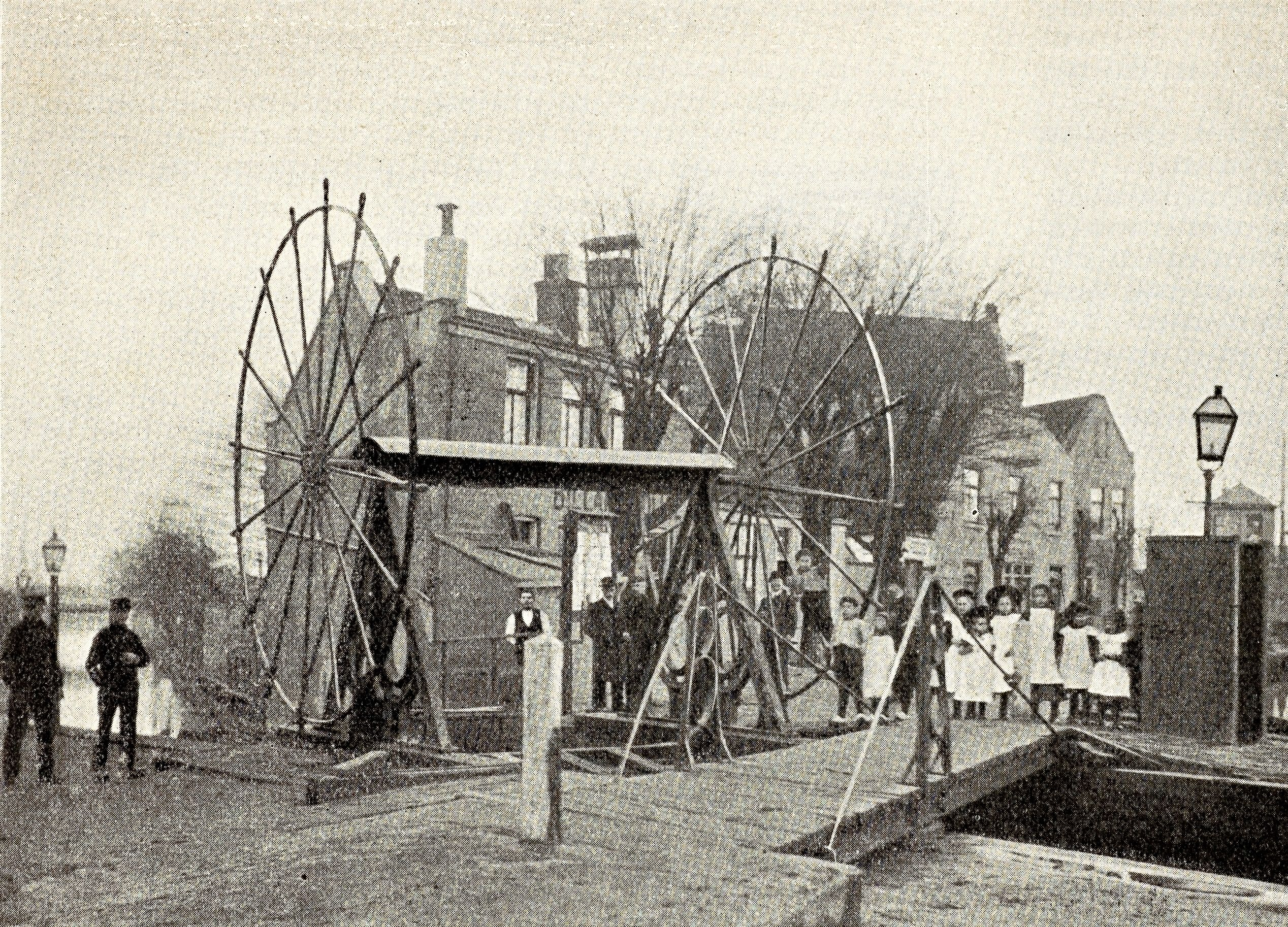
De Overhaal bij De Baarsjes; 1906.
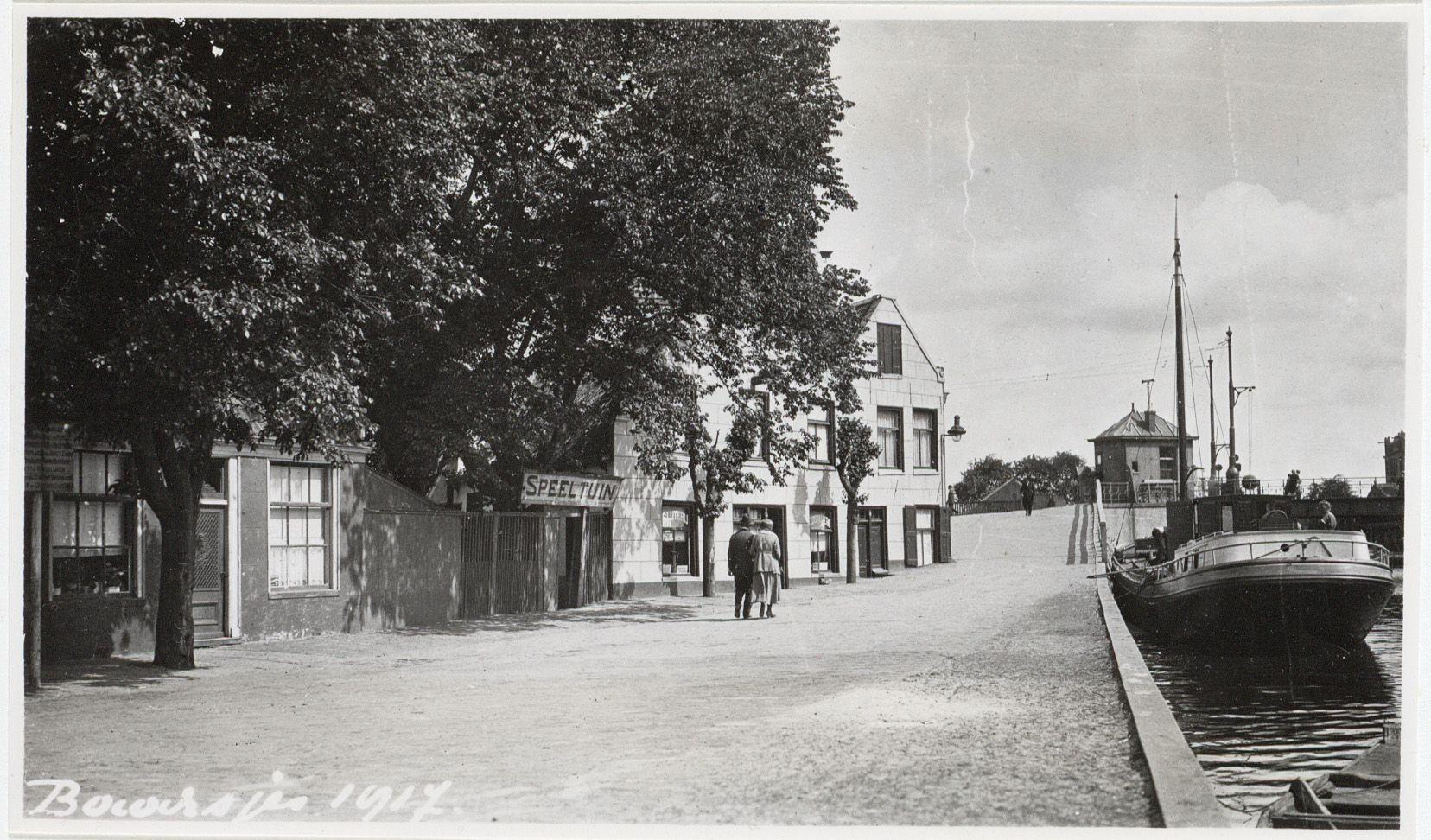
De Baarsjesweg, gezien naar de Wiegbrug. Rechts: de Kostverlorenvaart; 1917.
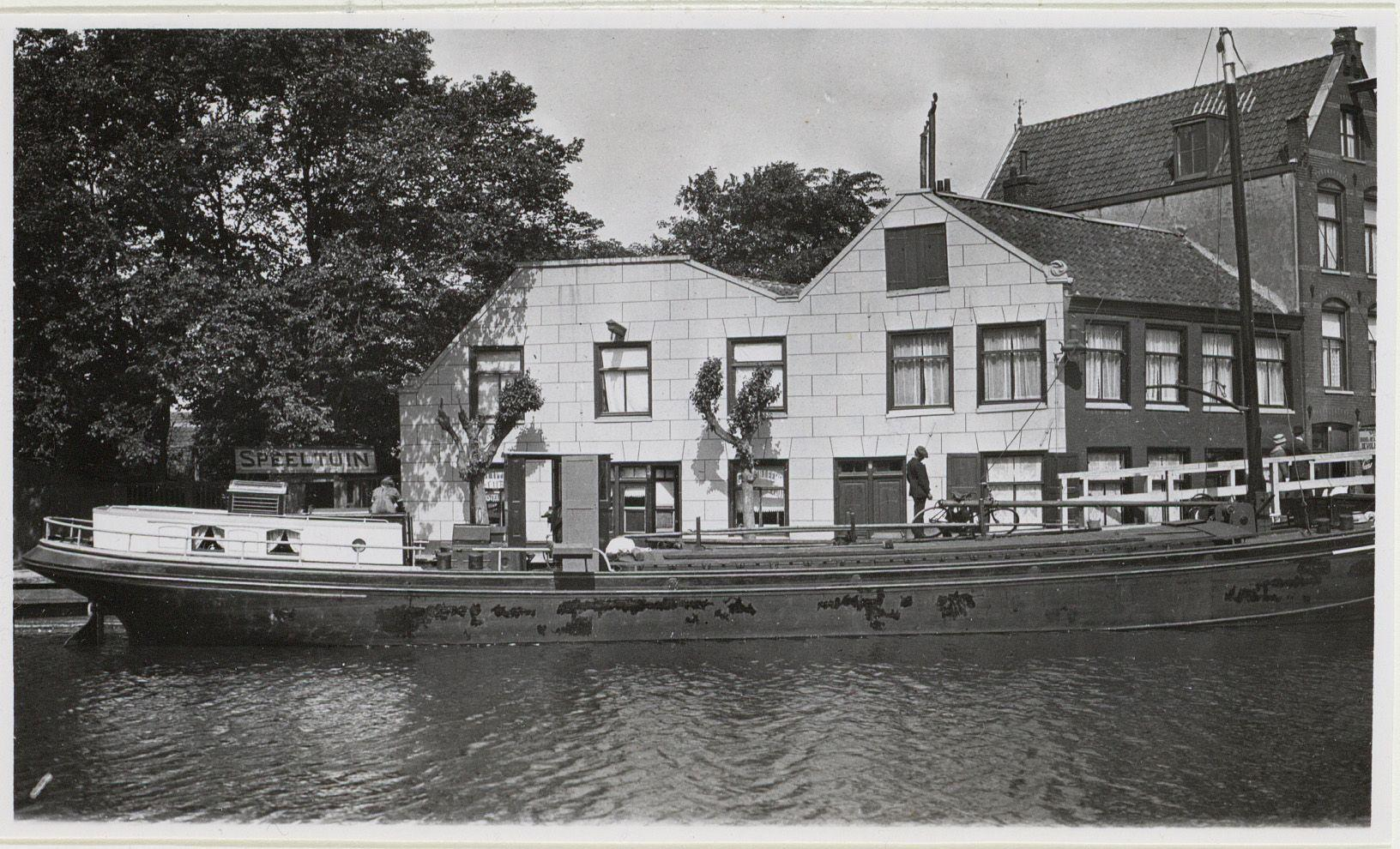
De voormalige herberg De Drie Baarsjes; circa 1930.
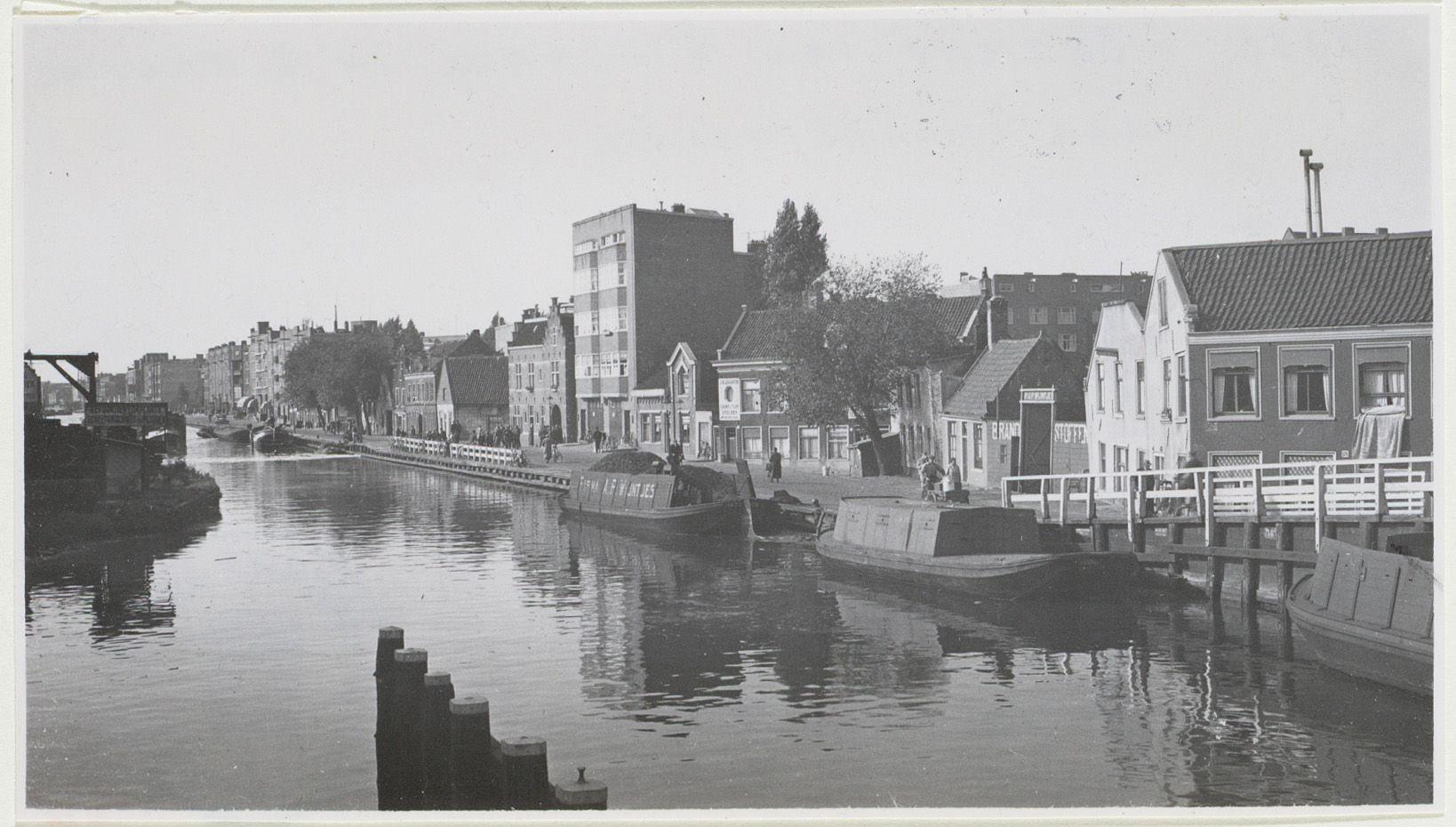
Buurtschap De Baarsjes, gezien vanaf de Wiegbrug in zuidwestelijke richting. Geheel rechts de voormalige herberg De Drie Baarsjes; 1936.
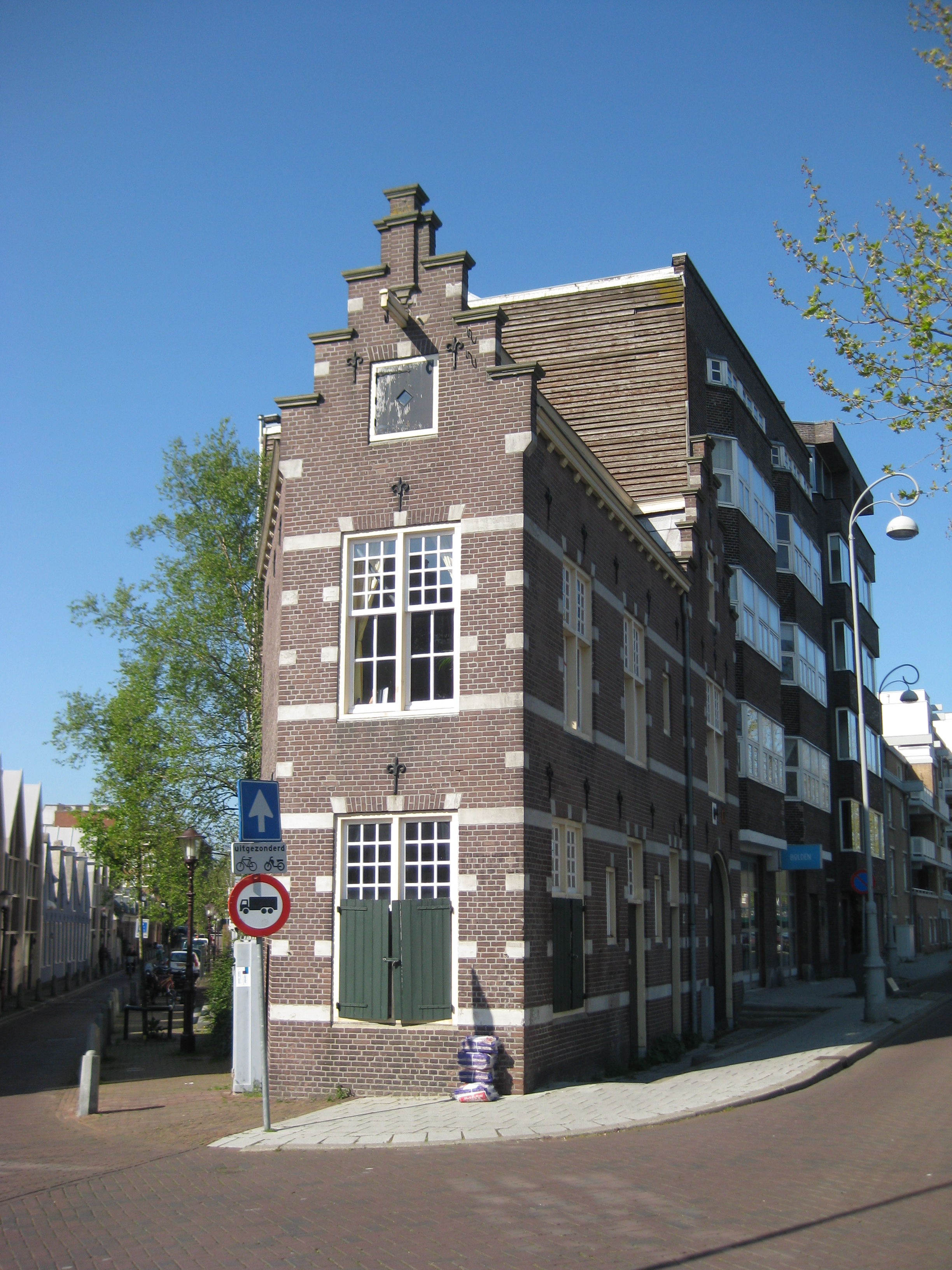
Politieposthuis van de vroegere gemeente Sloten op de hoek van de Baarsjesweg en de Slatuinenweg; 2014.
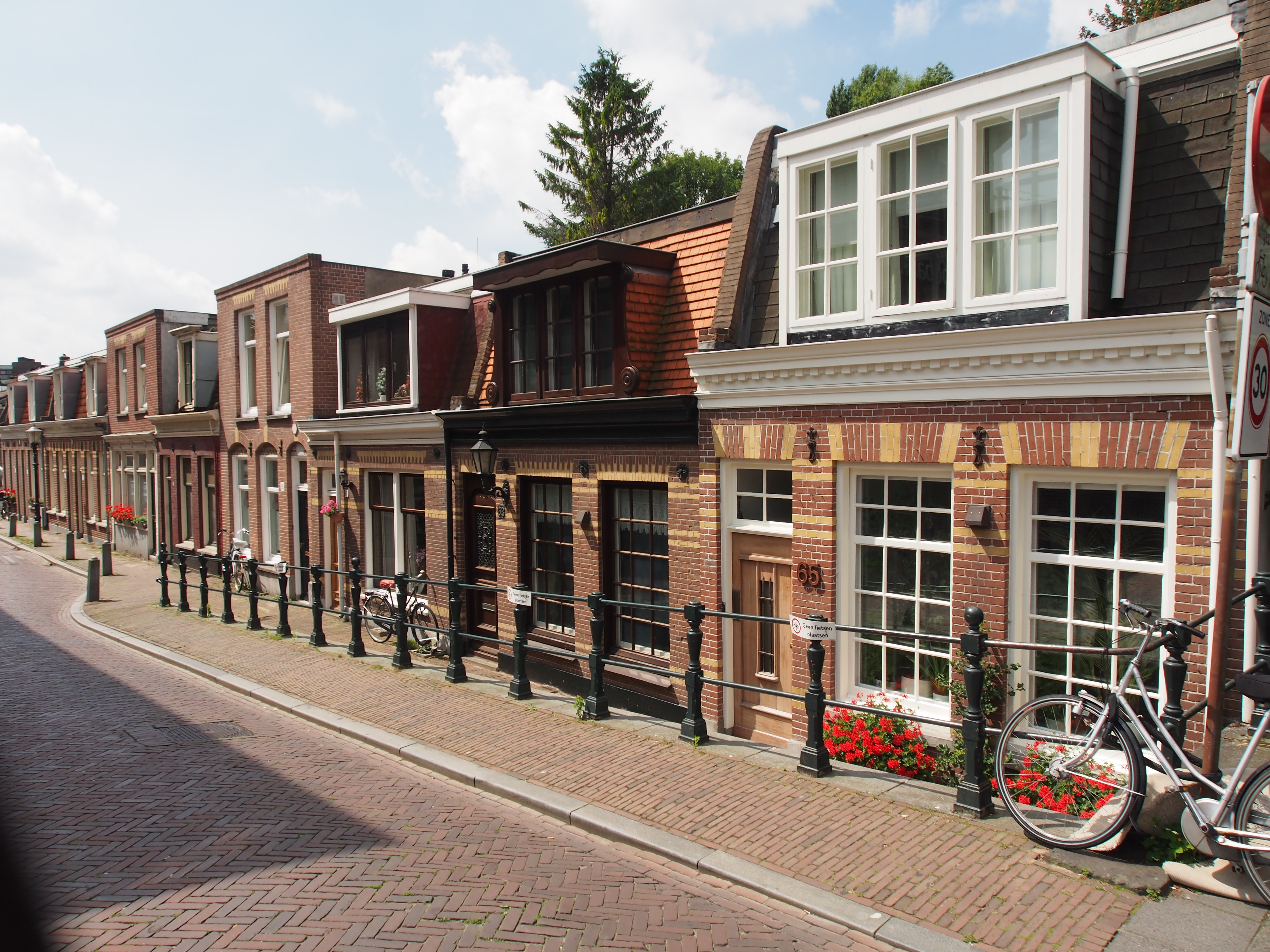
Arbeiderswoningen uit circa 1900, die nog steeds langs de laaggelegen (op het oude polderniveau) Slatuinenweg staan; 2016.